# Chromatographic Reviews
Chromatographic Reviews è stata una rivista accademica che si occupa di chimica analitica, in particolare cromatografia pubblicata dal 1959 al 1971, poi incorporata in Journal of Chromatography A.
La rivista era annuale fino al 1966, bimestrale fino al 1968, trimestrale nel 1969 e in seguito quadrimestrale.